# Сражение при Санта-Марии (1913)
Сражение при Санта-Марии (исп. Batalla de Santa María) произошло 19 — 26 июня 1913 года у одноименной асьенды муниципалитета Гуаймас во время Мексиканской революции. Альваро Обрегон с конституционалистскими силами штата Сонора разгромил дивизию правительственных войск под командованием генерала Педро Охеды.
Недавнее поражение Медина Баррона при Санта-Розе заставили генерала Педро Охеду, командующего федеральными войсками в штате Сонора, действовать с осторожностью. Готовясь к новому походу на Эрмосильо, он приказал построить бронепоезд, разместил в нем пушки и пулеметы и 29 мая со всеми предосторожностями покинул Гуаймас и двинулся на север штата. Колонна федералов насчитывала 4000 человек, 10 орудий и 12 пулеметов. По мере медленного продвижения уэртистов конституционалисты отступали. Охеде не было известно ни о численности, ни о перемещениях своего противника. Прибыв на станцию Ортис, уэртисты приостановили свой марш. Обрегон решил контратаковать их.
В 4 утра 19 июня полковник Хилл разрушал железную дорогу южнее, у Санта-Марии. В то же время Альварадо овладел Эль-Агуахито, а Мендес, вместе с племенем яки вождя Мори, прервал связь между Батамотале и Трес-Гитос, а также атаковал и уничтожил федеральный гарнизон в Майторене, завладел станцией и затем присоединился к колонне полковника Хилла в Санта-Марии. Таким образом, войска Охеды были блокированы вдоль железнодорожной линии между станциями Ортис на севере и Анита — на юге. В тот же день, в 10 часов, Охеда попытался отремонтировать железнодорожный путь на юг, продвигая ремонтный поезд, защищаемый бронепоездом.
Этот конвой вернулся 20-го, чтобы продолжить ремонтные работы, но был отбит силами Альварадо, уже занявшими позиции напротив станции Санта-Роза. Возвращая поезд в Сан-Алехандро, федералы попытались захватить Эль-Чиналь, отправив из Ортиса еще один поезд, но отряд Очоа решительно отбил их. В то же время часть сил Мендеса, оставшегося с отрядом в Майторене, застала врасплох федеральные силы, выступившие на помощь Охеде со стороны Эмпальме, и полностью разгромила их.
21 — 24 июня числа федералы продолжили свои попытки прорвать блокаду. Так во второй половине дня 22-го они предприняли атаку на позиции, занятые Дьегесом между Тапией и Ортисом, но был отбиты и отступили, а 24-го попытались вечером захватить холм к западу от холма Сан-Алехандро, но также были отброшены. Охеда, поняв, что наступление на Эрмосильо провалилось, начал сосредотачивать свои силы в Ортисе и приказал разрушить два больших моста между Ортисом и Тапией.
Утром 25-го все силы Охеды начали марш через долину восточнее железнодорожных путей в сторону асьенды Санта-Мария, надеясь выбить оттуда конституционалистов и захватить колодцы. У Санта-Марии они были встречены отрядом полковника Хилла. Первая атака была на центр, но она была отбита; затем федералы атаковали правый фланг, пытаясь там прорваться, но конституционалистам также удалось отбиться. К середине дня бой шел по всей линии соприкосновения. Артиллерийский и ружейный огонь уэртистов, обладавших большим количеством боеприпасов, был очень сильным, и они не прекращали свои атаки. В шесть часов вечера федералы повернули часть своей колонны в сторону станции Санта-Роза и стали обстреливать холмы у Агуахито и у входа в каньон Санта-Урсула с целью захватить колодцы. Одновременно федералы продолжали прилагать усилия для захвата Санта-Марии, предприняв атаку на центр и левое крыло, но были отбиты с потерями и были вынуждены отступить.
Атаки федеральных войск на позиции войск Обрегона у Санта-Марии продолжались до ночи 26-го, но затем, поняв, что здесь не пробиться на юг, уэртисты, бросив все свое тяжелое вооружение, поезда, бронепоезд, обошли позиции конституционалистов и ранним утром бежали к востоку от Санта-Марии. Вначале федералы отошли к Батамоталю, а затем к Эмпальме, который все же были вынуждены эвакуировать, и отступили Гуаймасу. Прибытие дезорганизованных войск Охеды в Гуаймас вызвало панику у жителей и самого гарнизона. С этого дня, пока длилась блокада, защитники порта Гуаймас больше не пытались проводить активные операции.
Федералы потеряли 300 человек, 9 орудий, 5 пулеметов, 530 винтовок, 190 000 патронов, 25 вагонов и другого военного имущества. Согласно отчету Обрегона, у повстанцев было 27 убитых и 30 раненых.